# UFC on Fuel TV: Struve vs. Miocic
UFC on Fuel TV: Struve vs. Miocic (también conocido como UFC on Fuel TV 5) fue un evento de artes marciales mixtas celebrado por Ultimate Fighting Championship el 29 de septiembre de 2012 en el Capital FM Arena, en Nottingham, Reino Unido.

## Historia
Jörgen Kruth esperaba enfrentarse a Fábio Maldonado en su debut en el UFC en este evento. Sin embargo, Kruth se retiró de la pelea y del deporte. Como resultado, Maldonado fue retirado del evento y se enfrentó a Glover Teixeira en UFC 153.
Pascal Krauss esperaba un enfrentamiento con el recién llegado Gunnar Nelson en el evento. Sin embargo, Krauss fue obligado a salir de la pelea por una lesión y Nelson se vinculó brevemente con Rich Attonito en una pelea de peso acordado que fue disputada en las 175 libras. DaMarques Johnson estaba programado para asumir a Attonito en su combate de 175 libras. Finalmente, Gunnar acordó pelear con DaMarques, quien peso 185 libras, 10 más que Gunnar.

## Premios extra
Cada peleador recibió un bono de $40,000.
- Pelea de la Noche: Stefan Struve vs. Stipe Miočić
- KO de la Noche: Brad Pickett
- Sumisión de la Noche: Matt Wiman